# Machaerium oblongifolium
Machaerium oblongifolium är en ärtväxtart som beskrevs av Julius Rudolph Theodor Vogel. Machaerium oblongifolium ingår i släktet Machaerium och familjen ärtväxter.

## Underarter
Arten delas in i följande underarter:
- M. o. oblongifolium
- M. o. subcordatum
- M. o. subglabrum
- M. o. villosulum